# Keyword advertising
Keyword advertising – technika ogłoszeń internetowych polegająca na wykupywaniu miejsc na liście odsyłaczy wyświetlonej w wyszukiwarce internetowej. Ogłoszenia są skojarzone z wyrazami kluczowymi i pojawiają się na liście wtedy, gdy użytkownik szuka podanych wyrazów kluczowych - im wyższa opłata, tym wyższe miejsce na liście.
Keyword advertising było od początku krytykowane przez społeczność internetową jako mylące dla niedoświadczonych użytkowników i zniekształcające prawdziwą wartość listy odsyłaczy. Krytyka spowodowała m.in. wyraźne oznaczanie reklam od pozostałych odsyłaczy.
Twórcą techniki keyword advertising jest firma Overture, obecnie własność Yahoo!.